# Bratsch VS
| VS ist das Kürzel für den Kanton Wallis in der Schweiz. Es wird verwendet, um Verwechslungen mit anderen Einträgen des Namens Bratsch zu vermeiden. |

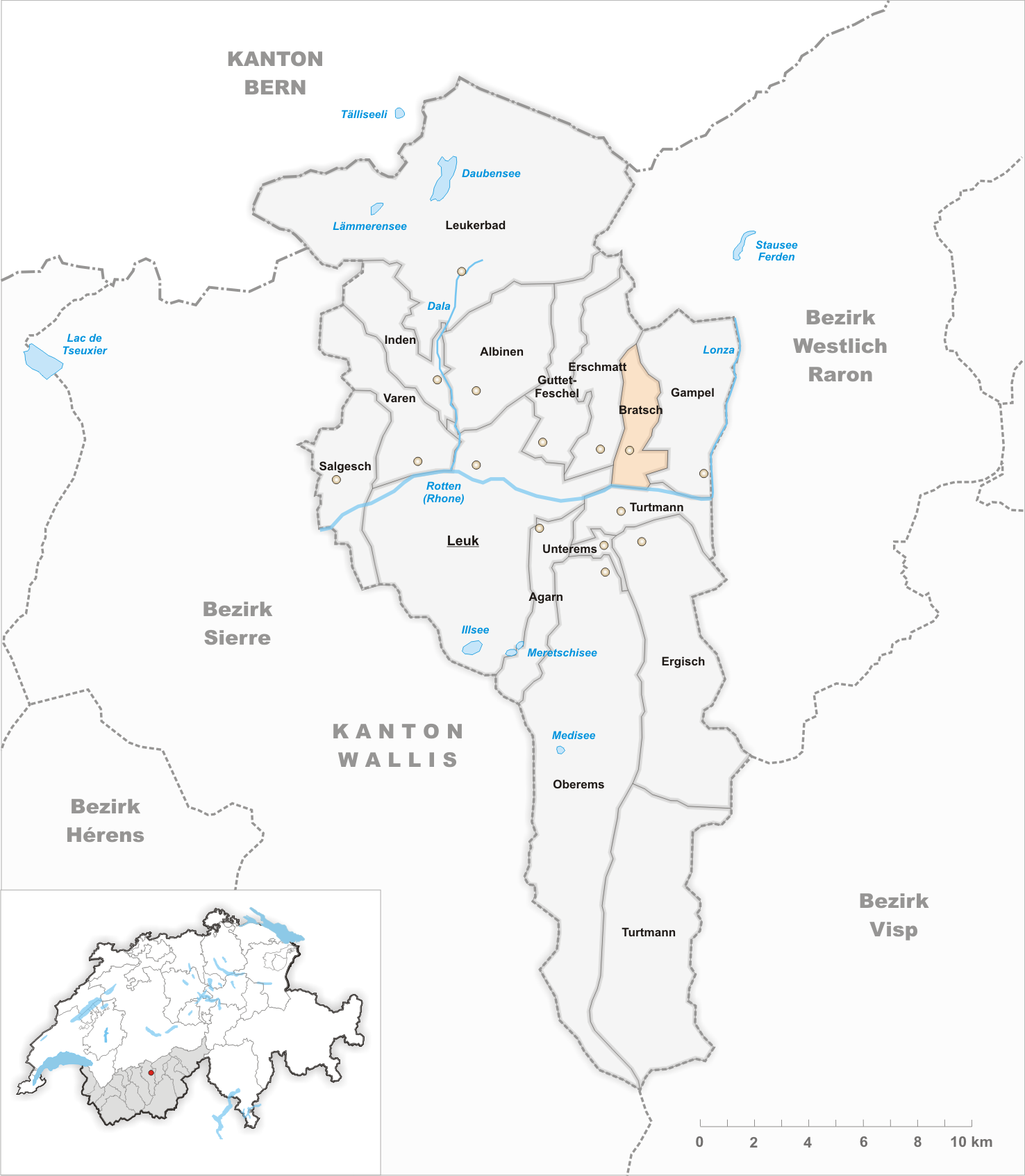
Gemeindestand vor der Fusion am 31. Dezember 2008

Bratsch (walliserdeutsch: Bratsch) ist ein Dorf und Teil der politischen Gemeinde Gampel-Bratsch im Bezirk Leuk im deutschsprachigen Teil des Kantons Wallis in der Schweiz.

## Name
Im Geographischen Lexikon der Schweiz wird die Vermutung geäussert, dass sich der Name Bratsch vom mittellateinischen bracca, „Deich, Wall, mächtige Mauer“ ableite, da Bratsch auf einer Terrasse liegt, die nach drei Seiten in hohen Felswänden abfällt. Die Ersterwähnung von Bratsch findet sich im Jahre 1228 als Praes.

## Geschichte
Bratsch umfasste das gleichnamige Haufendorf auf einer Terrasse am steil abfallenden Hang, darüber die Höhensiedlung Änggersch sowie in der Ebene des Rhonetals die Siedlungen Getwing und Niedergampel. 1228 und 1242 Praes, 1309 Prahcs, 1322 Praes, 1357 Prayes, 1408 Prages, 1532 Bratsch. Alemannische Besiedlung leitete die Germanisierung ein, die im 15. Jahrhundert abgeschlossen war. Die erstmals im 14. Jahrhundert erwähnte communitas gehörte zum Vizedominat Leuk, das 1613 an den gleichnamigen Zenden kam. Bis zur Gründung der Pfarrei Erschmatt-Bratsch (1721) war Bratsch nach Leuk pfarrgenössig (Marienkapelle aus dem 17. Jahrhundert). Nach 1666 lag in Erschmatt ein Pestfriedhof. Änggersch, vormals ein kommunales Doppelgebilde mit Bratsch (Burgerstatut 1672, gemeinsame Burgerliste 1826), sank im 19. Jahrhundert zur Filialsiedlung ab. 1873 vergrösserte sich die Gemeinde durch den teilweisen Anschluss der ehemaligen Temporärsiedlung und heutigen Wohngemeinde Niedergampel. Nach der Eröffnung der Lonzawerke in Gampel (1897) gingen die Arbeiterbauernfamilien bald von der tradierten mehrstufigen Mischwirtschaft ― Ackerbau (Zweizelgensystem mit Flurzwang), Viehhaltung (Einzelalpung mit gemeinsamer Hut auf Alp Niwen), im Tal Rebbau ― zu extensiveren Bewirtschaftungsformen über. 1990 arbeiteten 94 % der Erwerbstätigen ausserhalb von Bratsch.

## Bevölkerung
| Bevölkerungsentwicklung | Bevölkerungsentwicklung | Bevölkerungsentwicklung | Bevölkerungsentwicklung | Bevölkerungsentwicklung | Bevölkerungsentwicklung | Bevölkerungsentwicklung | Bevölkerungsentwicklung | Bevölkerungsentwicklung |
| ----------------------- | ----------------------- | ----------------------- | ----------------------- | ----------------------- | ----------------------- | ----------------------- | ----------------------- | ----------------------- |
| Jahr                    | 1798                    | 1850                    | 1900                    | 1902                    | 1950                    | 1970                    | 2000                    | 2007                    |
| Einwohner               | 166                     | 128                     | 199                     | 364                     | 458                     | 503                     | 464                     | 517                     |

1902 zählte man in der damaligen Gemeinde Bratsch 88 Häuser mit 364 römisch-katholischen Einwohnern.
Am 20. Januar 2008 beschlossen die Stimmbürger der Gemeinden Gampel und Bratsch die beiden Gemeinden zu fusionieren. Die Fusion wurde am 1. Januar 2009 rechtskräftig.

## Gemeindepräsidenten
| Amtszeit  | Name               | Partei |
| --------- | ------------------ | ------ |
| 1969–1976 | Peter Schnyder     | unabh. |
| 1977–1988 | Fabian Kohlbrenner | CVP    |
| 1989–1992 | Albert Kohlbrenner | CSP    |
| 1993–1996 | Paul Passeraub     | CSP    |
| 1997–2008 | Alwin Steiner      | CVP    |